# Sasa nipponica
La Sasa nipponica és una espècie de bambú, del gènere Sasa de la família de les poàcies, ordre de les poals, subclasse Commelinidae, classe Liliopsida, divisió Magnoliophyta. Prové del Japó, on rep el nom de Miyako zasa (Miyako significa "ciutat vella", perquè l'espècie es feia en el Mont Hiei, a prop de la històrica ciutat de Kyoto  Arxivat 2010-12-28 a Wayback Machine..

## Descripció
Considerat un bambú nan (no creix més de 80 cm d'alçada), té nodes prominents i fulles grans (15-25 cm de llarg, 2- a 5 d'amplada), encara que més petites que les de la S. veitchii. Les fulles noves són verdes i retenen aquest color fins a la tardor, quan les vores es tornen de color crema o bronze. Floreix molt rarament, amb intervals de molts anys, i quan ho fa la planta resta molt afeblida. És una espècie de caràcter invassiu.

## Usos
S'usa comunament per les seves característiques decoratives. Els brots tendres es mengen cuits; al Japó són un menjar tan popular que cal una llicència especial per a collir-los. Les llavors s'empren com a cereal però, com en moltes espècies de bambús, la planta només en produeix cada molts anys. En la naturalesa és aliment de cérvols  i altres animals .